# Calanthe camptoceras
Calanthe camptoceras är en orkidéart som beskrevs av Rudolf Schlechter. Calanthe camptoceras ingår i släktet Calanthe och familjen orkidéer. Inga underarter finns listade i Catalogue of Life.